# ارمنی دونن
ارمنی دونن یکی از گذرگاه‌ها و کوی‌های معروف محلهٔ مارالان در مرکزشهر تبریز است. این مکان مورداحترام ارامنه بوده و آنان طبق سنتی دیرین در روزهای یک‌شنبه و جشن‌های ارمنی به این کوی آمده و پس از زیارت کلیسای مریم‌ننه به سکونتگاه خود در محلهٔ بارون‌آواک برمی‌گردند.

## پیشینه
پیش از احداث خیابان ثریا در سال ۱۳۳۴ خورشیدی، دو کوچهٔ فرعی، باغ‌شمال و مرکزشهر را به محلهٔ مارالان مرتبط می‌کرد. یکی از این کوچه‌ها به سمت میدان غیاث و کلیسای مریم‌ننه در شمال این محله و دیگری به طرف جنوب آن و میدان چهارسوق امتداد می‌یافت.
ارامنهٔ ساکن محله‌های مرکزی شهر برای زیارت کلیسای مریم‌ننه از کوچهٔ شمالی محلهٔ مارالان عبور می‌کردند. از همین‌روی این کوچه از حدود ۲۰۰ سال پیش در میان عموم مردم تبریز به ارمنی دونن معروف شده‌است.

## نقل‌قول‌ها
نادرمیرزا در کتاب تاریخ و جغرافی دارالسلطنهٔ تبریز در این رابطه می‌نویسد:
زیارتگاه مسیحی متعلق به ارمنیان در جنوب این محله به نام «مریم‌ننه» مستقر است که ظاهراً از ابنیهٔ اوایل قاجار است.
اعتمادالسلطنه در کتاب مرآت‌البلدان در این‌باره می‌نویسد:
این طایفه (ارامنه) در دو جا کلیسا ساخته‌اند؛ یکی در بیرون شهر و دیگری در داخل بلد و نیز زیارتگاهی در محلهٔ مرالان در سمت یانوق‌داغ دارند که به اسم حضرت مریم معروف است.

محمدامین حشری در کتاب مزارات تبریز دربارهٔ مریم‌ننه می‌نویسد:
قریب به باغ‌شمال، مزاری است مشهور به مزار «مریم‌ننه» و بعضی عوام وی را مادر حضرت عیسی می‌دانند و مردم را توجه بسیاری به مزار آن است. به تخصیص، ارامنه را که هرحال در غسل‌الصلیب و دیگر روزها که نزد ارمنیان متبرک است در آن مزار ازدحام نمایند و قربانی‌ها می‌کنند، بدان سبب که مزار مریم می‌دانند؛ لیکن این مزار، مزاری از اناث اولیای آن‌ها است که اسم او نیز مریم است.
محمدجواد مشکور در کتاب تاریخ تبریز دربارهٔ این کلیسا می‌نویسد:
کلیسای مریم‌ننه یا ننه‌مریم در این اواخر سه بار تعمیر گردیده که یکی در سال ۱۸۳۱، دیگری در سال ۱۹۴۰ و آخرین‌بار در سال ۱۹۶۵ میلادی است. این کلیسا دارای رواقی به طول ۱۰ متر و عرض ۵ متر می‌باشد. یک محراب و دو طاق نما در طرفین آن و یک دهلیز در عقب محراب دیده می‌شود و سنگ قبرهای متعددی بر کف آن نهاده شده که متعلق به روحانیون و بزرگان مسیحی است. در ورودی آن با پنجره‌ای برروی آن به طرف مغرب باز شده و در پنجره به طرف شمال و دو پنجره به طرف جنوب نیز دارد.